# Kacper Skalski
Kacper Skalski (ur. 10 kwietnia 1982) – polski lekkoatleta, sprinter.
Największe sukcesy odnosił jako członek sztafety 4 × 400 metrów. W 2002 został w tej konkurencji złotym medalistą Mistrzostw Polski Seniorów, startując w barwach Skry Warszawa. W 2003 jako członek polskiej sztafety 4 × 400 metrów został złotym medalistą młodzieżowych mistrzostw Europy w lekkoatletyce rozegranych w Bydgoszczy. W składzie tej sztafety biegli kolejno: Rafał Wieruszewski, Kacper Skalski, Daniel Dąbrowski oraz Marek Plawgo. W 2006 roku zakończył wyczynowe uprawianie biegu na 400 m.
Z wykształcenia jest prawnikiem. Studiował na Wydziale Prawa i Administracji Uniwersytetu Kardynała Stefana Wyszyńskiego w Warszawie.

## Rekordy życiowe
- bieg na 400 metrów – 46,51 (2003)